# Kötegyán
Kötegyán es un pueblo ubicado en el distrito de Sarkad, en el condado de Békés, Hungría.

## Superficie
Posee una superficie de 42,95 kilómetros cuadrados.

## Demografía
Hasta 2019 la población era de 1336 habitantes, con una densidad de población de 31,11 habitantes por kilómetro cuadrado.